# Boarmia hemiprasina
Boarmia hemiprasina is een vlinder uit de familie van de spanners (Geometridae). De wetenschappelijke naam van de soort is voor het eerst geldig gepubliceerd in 1928 door Louis Beethoven Prout.